# 昭節貴妃
昭節貴妃（しょうせつきひ、1017年 - 1086年）は、北宋の仁宗の貴妃。姓は苗氏。

## 生涯
仁宗の乳母の許氏（後に粛成賢穆呉越国夫人となった）の次女として生まれた。父の苗継宗は右班殿直に封ぜられたが、姉の苗氏は永安県君に封ぜられた。
初め仁寿郡君に授され、才人となり、昭容、賢妃に進み、徳妃にいたった。趙昕と福康公主（荘孝明懿帝姫）を産んだ。
英宗が即位すると、貴妃に上った。元祐元年（1086年）、薨去した。昭節と諡された。

## 伝記資料
- 『宋会要輯稿』